# علی لشگری
علی لشگری یک بازیکن فوتبال اهل ایران است. وی در ضیاآباد به دنیا آمده است.